# Mediakasvatus- ja kuvaohjelmakeskus
Mediakasvatus- ja kuvaohjelmakeskus (em português: Centro Finlandês para Classificação Educacional e Audiovisual) é uma organização governamental fundada pelo Ministério da Educação.